# شون غراهام
شون غراهام (بالإنجليزية: Shaun Graham)‏ هو رسام رسوم متحركة أمريكي، ولد في 6 أكتوبر 1978 في بورلي في الولايات المتحدة.

## وصلات خارجية
- شون غراهام على موقع IMDb (الإنجليزية)